# Велоспорт на летних Олимпийских играх 2020 — групповая шоссейная гонка (мужчины)
Групповая шоссейная велогонка среди мужчин на летних Олимпийских играх 2020 года прошла 24 августа. Победителем гонки стал эквадорский велогонщик Ричард Карапас.

## Участники
В гонке могло принять участие 130 гонщиков и максимум 5 от Национального олимпийского комитета (НОК). Поскольку квалификация была завершена к 22 октября 2019 года, пандемия COVID-19 не повлияла на неё.
Из первоначально заявленных на гонку спортсменов австралиец Кэмерон Мейер покинул команду по личным причинам, а из-за положительного теста на COVID-19 был не допущен без возможности замены колумбиец Даниэль Мартинес.
Незадолго до старта гонки из-за положительного теста на COVID-19 были сняты немец Симон Гешке и чех Михал Шлегель, а австралиец Роан Деннис решил пропустить групповую гонку чтобы лучше подготовиться к индивидуальной гонке.
Всего в гонке стартовало 126 человек из 57 стран.
| Бельгия BEL | Бельгия BEL       | Бельгия BEL |
| ----------- | ----------------- | ----------- |
| №           | Гонщик            | Место       |
| 1           | Грег Ван Авермат  | DNF         |
| 2           | Тиш Бенот         | 58-й        |
| 3           | Ремко Эвенепул    | 49-й        |
| 4           | Ваут Ван Арт      | 2-й         |
| 5           | Маури Вансевенант | 77-й        |

| Словения SLO | Словения SLO  | Словения SLO |
| ------------ | ------------- | ------------ |
| №            | Гонщик        | Место        |
| 6            | Тадей Погачар | 3-й          |
| 7            | Ян Поланц     | 43-й         |
| 8            | Примож Роглич | 28-й         |
| 9            | Ян Тратник    | 67-й         |

| Франция FRA | Франция FRA    | Франция FRA |
| ----------- | -------------- | ----------- |
| №           | Гонщик         | Место       |
| 10          | Реми Каванья   | DNF         |
| 11          | Бенуа Конфруа  | 57-й        |
| 12          | Кенни Элиссонд | 38-й        |
| 13          | Давид Годю     | 7-й         |
| 14          | Гийом Мартен   | 27-й        |

| Испания ESP | Испания ESP         | Испания ESP |
| ----------- | ------------------- | ----------- |
| №           | Гонщик              | Место       |
| 15          | Омар Фрайле         | DNF         |
| 16          | Хесус Эррада        | 62-й        |
| 17          | Горка Исагирре      | 23-й        |
| 18          | Ион Исагирре        | 79-й        |
| 19          | Алехандро Вальверде | 42-й        |

| Великобритания GBR | Великобритания GBR | Великобритания GBR |
| ------------------ | ------------------ | ------------------ |
| №                  | Гонщик             | Место              |
| 20                 | Тео Гэйган Харт    | DNF                |
| 21                 | Герайнт Томас      | DNF                |
| 22                 | Саймон Йейтс       | 17-й               |
| 23                 | Адам Йейтс         | 9-й                |

| Италия ITA | Италия ITA        | Италия ITA |
| ---------- | ----------------- | ---------- |
| №          | Гонщик            | Место      |
| 24         | Альберто Беттиоль | 14-й       |
| 25         | Дамиано Карузо    | 24-й       |
| 26         | Джулио Чикконе    | 60-й       |
| 27         | Джанни Москон     | 20-й       |
| 28         | Винченцо Нибали   | 53-й       |

| Нидерланды NED | Нидерланды NED  | Нидерланды NED |
| -------------- | --------------- | -------------- |
| №              | Гонщик          | Место          |
| 29             | Том Дюмулен     | 44-й           |
| 30             | Юри Хавик       | DNF            |
| 31             | Вилко Келдерман | 51-й           |
| 32             | Бауке Моллема   | 4-й            |
| 33             | Дилан Ван Барле | 15-й           |

| Колумбия COL | Колумбия COL   | Колумбия COL |
| ------------ | -------------- | ------------ |
| №            | Гонщик         | Место        |
| 34           | Эстебан Чавес  | 45-й         |
| 35           | Серхио Игита   | 81-й         |
| 37           | Наиро Кинтана  | 69-й         |
| 38           | Ригоберто Уран | 8-й          |

| Австралия AUS | Австралия AUS  | Австралия AUS |
| ------------- | -------------- | ------------- |
| №             | Гонщик         | Место         |
| 40            | Люк Дарбридж   | 72-й          |
| 41            | Лукас Хэмилтон | 71-й          |
| 42            | Ричи Порт      | 48-й          |

| Дания DEN | Дания DEN            | Дания DEN |
| --------- | -------------------- | --------- |
| №         | Гонщик               | Место     |
| 43        | Каспер Асгрин        | DNF       |
| 44        | Якоб Фульсанг        | 12-й      |
| 45        | Михаэль Вальгрен     | 78-й      |
| 46        | Кристофер Юль-Йенсен | DNF       |

| Германия GER | Германия GER       | Германия GER |
| ------------ | ------------------ | ------------ |
| №            | Гонщик             | Место        |
| 47           | Никиас Арндт       | 54-й         |
| 48           | Эмануэль Бухман    | 29-й         |
| 49           | Симон Гешке        | DNS          |
| 50           | Максимилиан Шахман | 10-й         |

| Швейцария SUI | Швейцария SUI | Швейцария SUI |
| ------------- | ------------- | ------------- |
| №             | Гонщик        | Место         |
| 51            | Марк Хирши    | 25-й          |
| 52            | Штефан Кюнг   | 40-й          |
| 53            | Джино Медер   | 74-й          |
| 54            | Михаэль Шер   | 31-й          |

| Португалия POR | Португалия POR     | Португалия POR |
| -------------- | ------------------ | -------------- |
| №              | Гонщик             | Место          |
| 55             | Жуан Педру Алмейда | 13-й           |
| 56             | Нелсон Оливейра    | 41-й           |

| Ирландия IRL | Ирландия IRL  | Ирландия IRL |
| ------------ | ------------- | ------------ |
| №            | Гонщик        | Место        |
| 57           | Эдвард Данбар | 76-й         |
| 58           | Дэниэл Мартин | 16-й         |
| 59           | Николас Роуч  | 75-й         |

| Эквадор ECU | Эквадор ECU      | Эквадор ECU |
| ----------- | ---------------- | ----------- |
| №           | Гонщик           | Место       |
| 60          | Ричард Карапас   | 1-й         |
| 61          | Джонатан Нарваэс | 47-й        |

| Олимпийский комитет России ROC | Олимпийский комитет России ROC | Олимпийский комитет России ROC |
| ------------------------------ | ------------------------------ | ------------------------------ |
| №                              | Гонщик                         | Место                          |
| 62                             | Павел Сиваков                  | 32-й                           |
| 63                             | Александр Власов               | 59-й                           |
| 64                             | Ильнур Закарин                 | DNF                            |

| Норвегия NOR | Норвегия NOR               | Норвегия NOR |
| ------------ | -------------------------- | ------------ |
| №            | Гонщик                     | Место        |
| 65           | Тобиас Фосс                | 61-й         |
| 66           | Маркус Хоэльгор            | 34-й         |
| 67           | Тобиас Халланд Йоханнессен | 82-й         |
| 68           | Андреас Лекнесунд          | 83-й         |

| Польша POL | Польша POL        | Польша POL |
| ---------- | ----------------- | ---------- |
| №          | Гонщик            | Место      |
| 69         | Мацей Боднар      | DNF        |
| 70         | Михал Квятковский | 11-й       |
| 71         | Рафал Майка       | 19-й       |

| Новая Зеландия NZL | Новая Зеландия NZL | Новая Зеландия NZL |
| ------------------ | ------------------ | ------------------ |
| №                  | Гонщик             | Место              |
| 72                 | Джордж Беннетт     | 26-й               |
| 73                 | Патрик Бевин       | DNF                |

| ЮАР RSA | ЮАР RSA         | ЮАР RSA |
| ------- | --------------- | ------- |
| №       | Гонщик          | Место   |
| 74      | Стефан Де Бод   | 52-й    |
| 75      | Николас Дламини | DNF     |
| 76      | Райан Гиббонс   | DNF     |

| Канада CAN | Канада CAN   | Канада CAN |
| ---------- | ------------ | ---------- |
| №          | Гонщик       | Место      |
| 77         | Гийом Буавен | 65-й       |
| 78         | Юго Уль      | 85-й       |
| 79         | Майкл Вудс   | 5-й        |

| Чехия CZE | Чехия CZE      | Чехия CZE |
| --------- | -------------- | --------- |
| №         | Гонщик         | Место     |
| 80        | Зденек Штыбар  | DNF       |
| 81        | Михал Шлегель  | DNS       |
| 82        | Михаэль Кукрле | 36-й      |

| Австрия AUT | Австрия AUT        | Австрия AUT |
| ----------- | ------------------ | ----------- |
| №           | Гонщик             | Место       |
| 83          | Патрик Конрад      | 18-й        |
| 84          | Грегор Мюльбергер  | 70-й        |
| 85          | Херман Пернстайнер | 30-й        |

| США USA | США USA          | США USA |
| ------- | ---------------- | ------- |
| №       | Гонщик           | Место   |
| 86      | Лоусон Крэддок   | 80-й    |
| 87      | Брэндон Макналти | 6-й     |

| Словакия SVK | Словакия SVK | Словакия SVK |
| ------------ | ------------ | ------------ |
| №            | Гонщик       | Место        |
| 88           | Юрай Саган   | DNF          |
| 89           | Лукаш Кубиш  | DNF          |

| Казахстан KAZ | Казахстан KAZ   | Казахстан KAZ |
| ------------- | --------------- | ------------- |
| №             | Гонщик          | Место         |
| 90            | Дмитрий Груздев | DNF           |
| 91            | Алексей Луценко | 21-й          |
| 92            | Вадим Пронский  | DNF           |

| Украина UKR | Украина UKR    | Украина UKR |
| ----------- | -------------- | ----------- |
| №           | Гонщик         | Место       |
| 93          | Анатолий Будяк | 56-й        |

| Эстония EST | Эстония EST   | Эстония EST |
| ----------- | ------------- | ----------- |
| №           | Гонщик        | Место       |
| 94          | Танел Кангерт | 46-й        |
| 95          | Пеэтер Пруус  | DNF         |

| Эритрея ERI | Эритрея ERI            | Эритрея ERI |
| ----------- | ---------------------- | ----------- |
| №           | Гонщик                 | Место       |
| 96          | Амануэль Гебрезгабихир | 50-й        |
| 97          | Мерхави Кудус          | 55-й        |

| Латвия LAT | Латвия LAT      | Латвия LAT |
| ---------- | --------------- | ---------- |
| №          | Гонщик          | Место      |
| 98         | Кристс Нейландс | 33-й       |
| 99         | Том Скуйиньш    | 22-й       |

| Люксембург LUX | Люксембург LUX | Люксембург LUX |
| -------------- | -------------- | -------------- |
| №              | Гонщик         | Место          |
| 100            | Кевин Генитц   | 37-й           |
| 101            | Мишель Рис     | 73-й           |

| Беларусь BLR | Беларусь BLR        | Беларусь BLR |
| ------------ | ------------------- | ------------ |
| №            | Гонщик              | Место        |
| 102          | Александр Рябушенко | 66-й         |

| Алжир ALG | Алжир ALG     | Алжир ALG |
| --------- | ------------- | --------- |
| №         | Гонщик        | Место     |
| 103       | Аззедин Лагаб | DNF       |
| 104       | Хамза Мансури | DNF       |

| Румыния ROU | Румыния ROU          | Румыния ROU |
| ----------- | -------------------- | ----------- |
| №           | Гонщик               | Место       |
| 105         | Эдуард-Михаэль Гросу | DNF         |

| Литва LTU | Литва LTU          | Литва LTU |
| --------- | ------------------ | --------- |
| №         | Гонщик             | Место     |
| 106       | Эвалдас Шишкявичус | DNF       |

| Венгрия HUN | Венгрия HUN    | Венгрия HUN |
| ----------- | -------------- | ----------- |
| №           | Гонщик         | Место       |
| 107         | Аттила Вальтер | DNF         |

| Греция GRE | Греция GRE            | Греция GRE |
| ---------- | --------------------- | ---------- |
| №          | Гонщик                | Место      |
| 108        | Полихронис Тцортзакис | 63-й       |

| Панама PAN | Панама PAN       | Панама PAN |
| ---------- | ---------------- | ---------- |
| №          | Гонщик           | Место      |
| 109        | Кристофер Хурадо | DNF        |

| Мексика MEX | Мексика MEX | Мексика MEX |
| ----------- | ----------- | ----------- |
| №           | Гонщик      | Место       |
| 110         | Эдер Фрайер | 39-й        |

| Япония JPN | Япония JPN     | Япония JPN |
| ---------- | -------------- | ---------- |
| №          | Гонщик         | Место      |
| 111        | Юкия Арасиро   | 35-й       |
| 112        | Нариюки Масуда | 84-й       |

| Гватемала GUA | Гватемала GUA | Гватемала GUA |
| ------------- | ------------- | ------------- |
| №             | Гонщик        | Место         |
| 113           | Мануэль Родас | DNF           |

| Руанда RWA | Руанда RWA  | Руанда RWA |
| ---------- | ----------- | ---------- |
| №          | Гонщик      | Место      |
| 114        | Моис Мугиша | DNF        |

| Намибия NAM | Намибия NAM      | Намибия NAM |
| ----------- | ---------------- | ----------- |
| №           | Гонщик           | Место       |
| 115         | Тристан де Ланге | DNF         |

| Венесуэла VEN | Венесуэла VEN | Венесуэла VEN |
| ------------- | ------------- | ------------- |
| №             | Гонщик        | Место         |
| 116           | Орлуис Аулар  | DNF           |

| Турция TUR | Турция TUR  | Турция TUR |
| ---------- | ----------- | ---------- |
| №          | Гонщик      | Место      |
| 117        | Онур Балкан | DNF        |
| 118        | Ахмет Эркен | DNF        |

| Хорватия CRO | Хорватия CRO | Хорватия CRO |
| ------------ | ------------ | ------------ |
| №            | Гонщик       | Место        |
| 119          | Йосип Румац  | DNF          |

| Буркина-Фасо BUR | Буркина-Фасо BUR | Буркина-Фасо BUR |
| ---------------- | ---------------- | ---------------- |
| №                | Гонщик           | Место            |
| 120              | Поль Даумон      | DNF              |

| Китай CHN | Китай CHN  | Китай CHN |
| --------- | ---------- | --------- |
| №         | Гонщик     | Место     |
| 121       | Ван Рудонг | DNF       |

| Иран IRI | Иран IRI       | Иран IRI |
| -------- | -------------- | -------- |
| №        | Гонщик         | Место    |
| 122      | Саид Сафарзаде | DNF      |

| Аргентина ARG | Аргентина ARG      | Аргентина ARG |
| ------------- | ------------------ | ------------- |
| №             | Гонщик             | Место         |
| 123           | Эдуардо Сепульведа | DNF           |

| Узбекистан UZB | Узбекистан UZB      | Узбекистан UZB |
| -------------- | ------------------- | -------------- |
| №              | Гонщик              | Место          |
| 124            | Муроджон Халмуратов | 64-й           |

| Марокко MAR | Марокко MAR         | Марокко MAR |
| ----------- | ------------------- | ----------- |
| №           | Гонщик              | Место       |
| 125         | Мухсин Эль Коураджи | DNF         |

| Коста-Рика CRC | Коста-Рика CRC | Коста-Рика CRC |
| -------------- | -------------- | -------------- |
| №              | Гонщик         | Место          |
| 126            | Андрей Амадор  | 68-й           |

| Азербайджан AZE | Азербайджан AZE | Азербайджан AZE |
| --------------- | --------------- | --------------- |
| №               | Гонщик          | Место           |
| 127             | Эльчин Асадов   | DNF             |

| Перу PER | Перу PER       | Перу PER |
| -------- | -------------- | -------- |
| №        | Гонщик         | Место    |
| 128      | Ройнер Наварро | DNF      |

| Китайский Тайбэй TPE | Китайский Тайбэй TPE | Китайский Тайбэй TPE |
| -------------------- | -------------------- | -------------------- |
| №                    | Гонщик               | Место                |
| 129                  | Фэн Цзюнькай         | DNF                  |

| Гонконг HKG | Гонконг HKG | Гонконг HKG |
| ----------- | ----------- | ----------- |
| №           | Гонщик      | Место       |
| 130         | Цай Ху Фэн  | DNF         |

| Бельгия BEL | Бельгия BEL       | Бельгия BEL |
| ----------- | ----------------- | ----------- |
| №           | Гонщик            | Место       |
| 1           | Грег Ван Авермат  | DNF         |
| 2           | Тиш Бенот         | 58-й        |
| 3           | Ремко Эвенепул    | 49-й        |
| 4           | Ваут Ван Арт      | 2-й         |
| 5           | Маури Вансевенант | 77-й        |

| Словения SLO | Словения SLO  | Словения SLO |
| ------------ | ------------- | ------------ |
| №            | Гонщик        | Место        |
| 6            | Тадей Погачар | 3-й          |
| 7            | Ян Поланц     | 43-й         |
| 8            | Примож Роглич | 28-й         |
| 9            | Ян Тратник    | 67-й         |

| Франция FRA | Франция FRA    | Франция FRA |
| ----------- | -------------- | ----------- |
| №           | Гонщик         | Место       |
| 10          | Реми Каванья   | DNF         |
| 11          | Бенуа Конфруа  | 57-й        |
| 12          | Кенни Элиссонд | 38-й        |
| 13          | Давид Годю     | 7-й         |
| 14          | Гийом Мартен   | 27-й        |

| Испания ESP | Испания ESP         | Испания ESP |
| ----------- | ------------------- | ----------- |
| №           | Гонщик              | Место       |
| 15          | Омар Фрайле         | DNF         |
| 16          | Хесус Эррада        | 62-й        |
| 17          | Горка Исагирре      | 23-й        |
| 18          | Ион Исагирре        | 79-й        |
| 19          | Алехандро Вальверде | 42-й        |

| Великобритания GBR | Великобритания GBR | Великобритания GBR |
| ------------------ | ------------------ | ------------------ |
| №                  | Гонщик             | Место              |
| 20                 | Тео Гэйган Харт    | DNF                |
| 21                 | Герайнт Томас      | DNF                |
| 22                 | Саймон Йейтс       | 17-й               |
| 23                 | Адам Йейтс         | 9-й                |

| Италия ITA | Италия ITA        | Италия ITA |
| ---------- | ----------------- | ---------- |
| №          | Гонщик            | Место      |
| 24         | Альберто Беттиоль | 14-й       |
| 25         | Дамиано Карузо    | 24-й       |
| 26         | Джулио Чикконе    | 60-й       |
| 27         | Джанни Москон     | 20-й       |
| 28         | Винченцо Нибали   | 53-й       |

| Нидерланды NED | Нидерланды NED  | Нидерланды NED |
| -------------- | --------------- | -------------- |
| №              | Гонщик          | Место          |
| 29             | Том Дюмулен     | 44-й           |
| 30             | Юри Хавик       | DNF            |
| 31             | Вилко Келдерман | 51-й           |
| 32             | Бауке Моллема   | 4-й            |
| 33             | Дилан Ван Барле | 15-й           |

| Колумбия COL | Колумбия COL   | Колумбия COL |
| ------------ | -------------- | ------------ |
| №            | Гонщик         | Место        |
| 34           | Эстебан Чавес  | 45-й         |
| 35           | Серхио Игита   | 81-й         |
| 37           | Наиро Кинтана  | 69-й         |
| 38           | Ригоберто Уран | 8-й          |

| Австралия AUS | Австралия AUS  | Австралия AUS |
| ------------- | -------------- | ------------- |
| №             | Гонщик         | Место         |
| 40            | Люк Дарбридж   | 72-й          |
| 41            | Лукас Хэмилтон | 71-й          |
| 42            | Ричи Порт      | 48-й          |

| Дания DEN | Дания DEN            | Дания DEN |
| --------- | -------------------- | --------- |
| №         | Гонщик               | Место     |
| 43        | Каспер Асгрин        | DNF       |
| 44        | Якоб Фульсанг        | 12-й      |
| 45        | Михаэль Вальгрен     | 78-й      |
| 46        | Кристофер Юль-Йенсен | DNF       |

| Германия GER | Германия GER       | Германия GER |
| ------------ | ------------------ | ------------ |
| №            | Гонщик             | Место        |
| 47           | Никиас Арндт       | 54-й         |
| 48           | Эмануэль Бухман    | 29-й         |
| 49           | Симон Гешке        | DNS          |
| 50           | Максимилиан Шахман | 10-й         |

| Швейцария SUI | Швейцария SUI | Швейцария SUI |
| ------------- | ------------- | ------------- |
| №             | Гонщик        | Место         |
| 51            | Марк Хирши    | 25-й          |
| 52            | Штефан Кюнг   | 40-й          |
| 53            | Джино Медер   | 74-й          |
| 54            | Михаэль Шер   | 31-й          |

| Португалия POR | Португалия POR     | Португалия POR |
| -------------- | ------------------ | -------------- |
| №              | Гонщик             | Место          |
| 55             | Жуан Педру Алмейда | 13-й           |
| 56             | Нелсон Оливейра    | 41-й           |

| Ирландия IRL | Ирландия IRL  | Ирландия IRL |
| ------------ | ------------- | ------------ |
| №            | Гонщик        | Место        |
| 57           | Эдвард Данбар | 76-й         |
| 58           | Дэниэл Мартин | 16-й         |
| 59           | Николас Роуч  | 75-й         |

| Эквадор ECU | Эквадор ECU      | Эквадор ECU |
| ----------- | ---------------- | ----------- |
| №           | Гонщик           | Место       |
| 60          | Ричард Карапас   | 1-й         |
| 61          | Джонатан Нарваэс | 47-й        |

| Олимпийский комитет России ROC | Олимпийский комитет России ROC | Олимпийский комитет России ROC |
| ------------------------------ | ------------------------------ | ------------------------------ |
| №                              | Гонщик                         | Место                          |
| 62                             | Павел Сиваков                  | 32-й                           |
| 63                             | Александр Власов               | 59-й                           |
| 64                             | Ильнур Закарин                 | DNF                            |

| Норвегия NOR | Норвегия NOR               | Норвегия NOR |
| ------------ | -------------------------- | ------------ |
| №            | Гонщик                     | Место        |
| 65           | Тобиас Фосс                | 61-й         |
| 66           | Маркус Хоэльгор            | 34-й         |
| 67           | Тобиас Халланд Йоханнессен | 82-й         |
| 68           | Андреас Лекнесунд          | 83-й         |

| Польша POL | Польша POL        | Польша POL |
| ---------- | ----------------- | ---------- |
| №          | Гонщик            | Место      |
| 69         | Мацей Боднар      | DNF        |
| 70         | Михал Квятковский | 11-й       |
| 71         | Рафал Майка       | 19-й       |

| Новая Зеландия NZL | Новая Зеландия NZL | Новая Зеландия NZL |
| ------------------ | ------------------ | ------------------ |
| №                  | Гонщик             | Место              |
| 72                 | Джордж Беннетт     | 26-й               |
| 73                 | Патрик Бевин       | DNF                |

| ЮАР RSA | ЮАР RSA         | ЮАР RSA |
| ------- | --------------- | ------- |
| №       | Гонщик          | Место   |
| 74      | Стефан Де Бод   | 52-й    |
| 75      | Николас Дламини | DNF     |
| 76      | Райан Гиббонс   | DNF     |

| Канада CAN | Канада CAN   | Канада CAN |
| ---------- | ------------ | ---------- |
| №          | Гонщик       | Место      |
| 77         | Гийом Буавен | 65-й       |
| 78         | Юго Уль      | 85-й       |
| 79         | Майкл Вудс   | 5-й        |

| Чехия CZE | Чехия CZE      | Чехия CZE |
| --------- | -------------- | --------- |
| №         | Гонщик         | Место     |
| 80        | Зденек Штыбар  | DNF       |
| 81        | Михал Шлегель  | DNS       |
| 82        | Михаэль Кукрле | 36-й      |

| Австрия AUT | Австрия AUT        | Австрия AUT |
| ----------- | ------------------ | ----------- |
| №           | Гонщик             | Место       |
| 83          | Патрик Конрад      | 18-й        |
| 84          | Грегор Мюльбергер  | 70-й        |
| 85          | Херман Пернстайнер | 30-й        |

| США USA | США USA          | США USA |
| ------- | ---------------- | ------- |
| №       | Гонщик           | Место   |
| 86      | Лоусон Крэддок   | 80-й    |
| 87      | Брэндон Макналти | 6-й     |

| Словакия SVK | Словакия SVK | Словакия SVK |
| ------------ | ------------ | ------------ |
| №            | Гонщик       | Место        |
| 88           | Юрай Саган   | DNF          |
| 89           | Лукаш Кубиш  | DNF          |

| Казахстан KAZ | Казахстан KAZ   | Казахстан KAZ |
| ------------- | --------------- | ------------- |
| №             | Гонщик          | Место         |
| 90            | Дмитрий Груздев | DNF           |
| 91            | Алексей Луценко | 21-й          |
| 92            | Вадим Пронский  | DNF           |

| Украина UKR | Украина UKR    | Украина UKR |
| ----------- | -------------- | ----------- |
| №           | Гонщик         | Место       |
| 93          | Анатолий Будяк | 56-й        |

| Эстония EST | Эстония EST   | Эстония EST |
| ----------- | ------------- | ----------- |
| №           | Гонщик        | Место       |
| 94          | Танел Кангерт | 46-й        |
| 95          | Пеэтер Пруус  | DNF         |

| Эритрея ERI | Эритрея ERI            | Эритрея ERI |
| ----------- | ---------------------- | ----------- |
| №           | Гонщик                 | Место       |
| 96          | Амануэль Гебрезгабихир | 50-й        |
| 97          | Мерхави Кудус          | 55-й        |

| Латвия LAT | Латвия LAT      | Латвия LAT |
| ---------- | --------------- | ---------- |
| №          | Гонщик          | Место      |
| 98         | Кристс Нейландс | 33-й       |
| 99         | Том Скуйиньш    | 22-й       |

| Люксембург LUX | Люксембург LUX | Люксембург LUX |
| -------------- | -------------- | -------------- |
| №              | Гонщик         | Место          |
| 100            | Кевин Генитц   | 37-й           |
| 101            | Мишель Рис     | 73-й           |

| Беларусь BLR | Беларусь BLR        | Беларусь BLR |
| ------------ | ------------------- | ------------ |
| №            | Гонщик              | Место        |
| 102          | Александр Рябушенко | 66-й         |

| Алжир ALG | Алжир ALG     | Алжир ALG |
| --------- | ------------- | --------- |
| №         | Гонщик        | Место     |
| 103       | Аззедин Лагаб | DNF       |
| 104       | Хамза Мансури | DNF       |

| Румыния ROU | Румыния ROU          | Румыния ROU |
| ----------- | -------------------- | ----------- |
| №           | Гонщик               | Место       |
| 105         | Эдуард-Михаэль Гросу | DNF         |

| Литва LTU | Литва LTU          | Литва LTU |
| --------- | ------------------ | --------- |
| №         | Гонщик             | Место     |
| 106       | Эвалдас Шишкявичус | DNF       |

| Венгрия HUN | Венгрия HUN    | Венгрия HUN |
| ----------- | -------------- | ----------- |
| №           | Гонщик         | Место       |
| 107         | Аттила Вальтер | DNF         |

| Греция GRE | Греция GRE            | Греция GRE |
| ---------- | --------------------- | ---------- |
| №          | Гонщик                | Место      |
| 108        | Полихронис Тцортзакис | 63-й       |

| Панама PAN | Панама PAN       | Панама PAN |
| ---------- | ---------------- | ---------- |
| №          | Гонщик           | Место      |
| 109        | Кристофер Хурадо | DNF        |

| Мексика MEX | Мексика MEX | Мексика MEX |
| ----------- | ----------- | ----------- |
| №           | Гонщик      | Место       |
| 110         | Эдер Фрайер | 39-й        |

| Япония JPN | Япония JPN     | Япония JPN |
| ---------- | -------------- | ---------- |
| №          | Гонщик         | Место      |
| 111        | Юкия Арасиро   | 35-й       |
| 112        | Нариюки Масуда | 84-й       |

| Гватемала GUA | Гватемала GUA | Гватемала GUA |
| ------------- | ------------- | ------------- |
| №             | Гонщик        | Место         |
| 113           | Мануэль Родас | DNF           |

| Руанда RWA | Руанда RWA  | Руанда RWA |
| ---------- | ----------- | ---------- |
| №          | Гонщик      | Место      |
| 114        | Моис Мугиша | DNF        |

| Намибия NAM | Намибия NAM      | Намибия NAM |
| ----------- | ---------------- | ----------- |
| №           | Гонщик           | Место       |
| 115         | Тристан де Ланге | DNF         |

| Венесуэла VEN | Венесуэла VEN | Венесуэла VEN |
| ------------- | ------------- | ------------- |
| №             | Гонщик        | Место         |
| 116           | Орлуис Аулар  | DNF           |

| Турция TUR | Турция TUR  | Турция TUR |
| ---------- | ----------- | ---------- |
| №          | Гонщик      | Место      |
| 117        | Онур Балкан | DNF        |
| 118        | Ахмет Эркен | DNF        |

| Хорватия CRO | Хорватия CRO | Хорватия CRO |
| ------------ | ------------ | ------------ |
| №            | Гонщик       | Место        |
| 119          | Йосип Румац  | DNF          |

| Буркина-Фасо BUR | Буркина-Фасо BUR | Буркина-Фасо BUR |
| ---------------- | ---------------- | ---------------- |
| №                | Гонщик           | Место            |
| 120              | Поль Даумон      | DNF              |

| Китай CHN | Китай CHN  | Китай CHN |
| --------- | ---------- | --------- |
| №         | Гонщик     | Место     |
| 121       | Ван Рудонг | DNF       |

| Иран IRI | Иран IRI       | Иран IRI |
| -------- | -------------- | -------- |
| №        | Гонщик         | Место    |
| 122      | Саид Сафарзаде | DNF      |

| Аргентина ARG | Аргентина ARG      | Аргентина ARG |
| ------------- | ------------------ | ------------- |
| №             | Гонщик             | Место         |
| 123           | Эдуардо Сепульведа | DNF           |

| Узбекистан UZB | Узбекистан UZB      | Узбекистан UZB |
| -------------- | ------------------- | -------------- |
| №              | Гонщик              | Место          |
| 124            | Муроджон Халмуратов | 64-й           |

| Марокко MAR | Марокко MAR         | Марокко MAR |
| ----------- | ------------------- | ----------- |
| №           | Гонщик              | Место       |
| 125         | Мухсин Эль Коураджи | DNF         |

| Коста-Рика CRC | Коста-Рика CRC | Коста-Рика CRC |
| -------------- | -------------- | -------------- |
| №              | Гонщик         | Место          |
| 126            | Андрей Амадор  | 68-й           |

| Азербайджан AZE | Азербайджан AZE | Азербайджан AZE |
| --------------- | --------------- | --------------- |
| №               | Гонщик          | Место           |
| 127             | Эльчин Асадов   | DNF             |

| Перу PER | Перу PER       | Перу PER |
| -------- | -------------- | -------- |
| №        | Гонщик         | Место    |
| 128      | Ройнер Наварро | DNF      |

| Китайский Тайбэй TPE | Китайский Тайбэй TPE | Китайский Тайбэй TPE |
| -------------------- | -------------------- | -------------------- |
| №                    | Гонщик               | Место                |
| 129                  | Фэн Цзюнькай         | DNF                  |

| Гонконг HKG | Гонконг HKG | Гонконг HKG |
| ----------- | ----------- | ----------- |
| №           | Гонщик      | Место       |
| 130         | Цай Ху Фэн  | DNF         |

- DNF — не финишировал

## Маршрут
Старт гонки находился в парке Мусасинономори, расположенном Тёфу. Первые 40 км дистанции были относительно равнинными, после чего начинлся 40-километровый участок с постепенным набором высоты в конце которого находился первый категорийный подъём Доси (англ. Doshi Road, англ. Yamabushi Tunnel) (4,3 км со средним градиентом 6,2%) расположенный на высоте 1121 м в 80,5 км от старта. Затем небольшой спуск и 15-километровый равнинный участок вдоль озера Яманака после которого находился второй категорийный подъём Кагосака (англ. Kagosaka) (2,2 км со средним градиентом 4,8%) вершина которого располагалась на высоте 1099 м в 96,5 км от старта. Далее следовал протяжённый спуск в направлении нижних склонов стратовулкана Фудзи (англ. Fuji). На склонах Фудзи располагался круг протяжённостью 50,9 км с третьим категорийным подъёмом Санроку (англ. Sanroku) (14,5 км со средним градиентом 6%) на высоте 1449 м (самая высокая точка маршрута) в 138,8 километре от старта.
После прохождения подъёма Санроку гонщики, преодолев 15-километровый спуск и 40 км пересечённого рельефа выезжали на автодром «Фудзи Спидвей», где дважды пересеча линию будущего финиша гонки отправлялись на финальный круг. На нём сначала предстояло преодолеть четвёртый категорийный подъём Микуни (англ. Mikuni) (6,8 км со средним градиентом 10,1% из которых 4 км с 12% ) расположенный в 34 км до финиша, затем спуск к озеру Яманака и второе восхождение на Кагосаку примерно за 20 км до финиша. После повторного преодоления Кагосаку следовал 15-километровый спуск снова к автодрому «Фудзи Спидвей» где располагался финиш гонки.
Общая протяжённость дистанции составила 234 км с суммарным набором высоты 4865 метров.

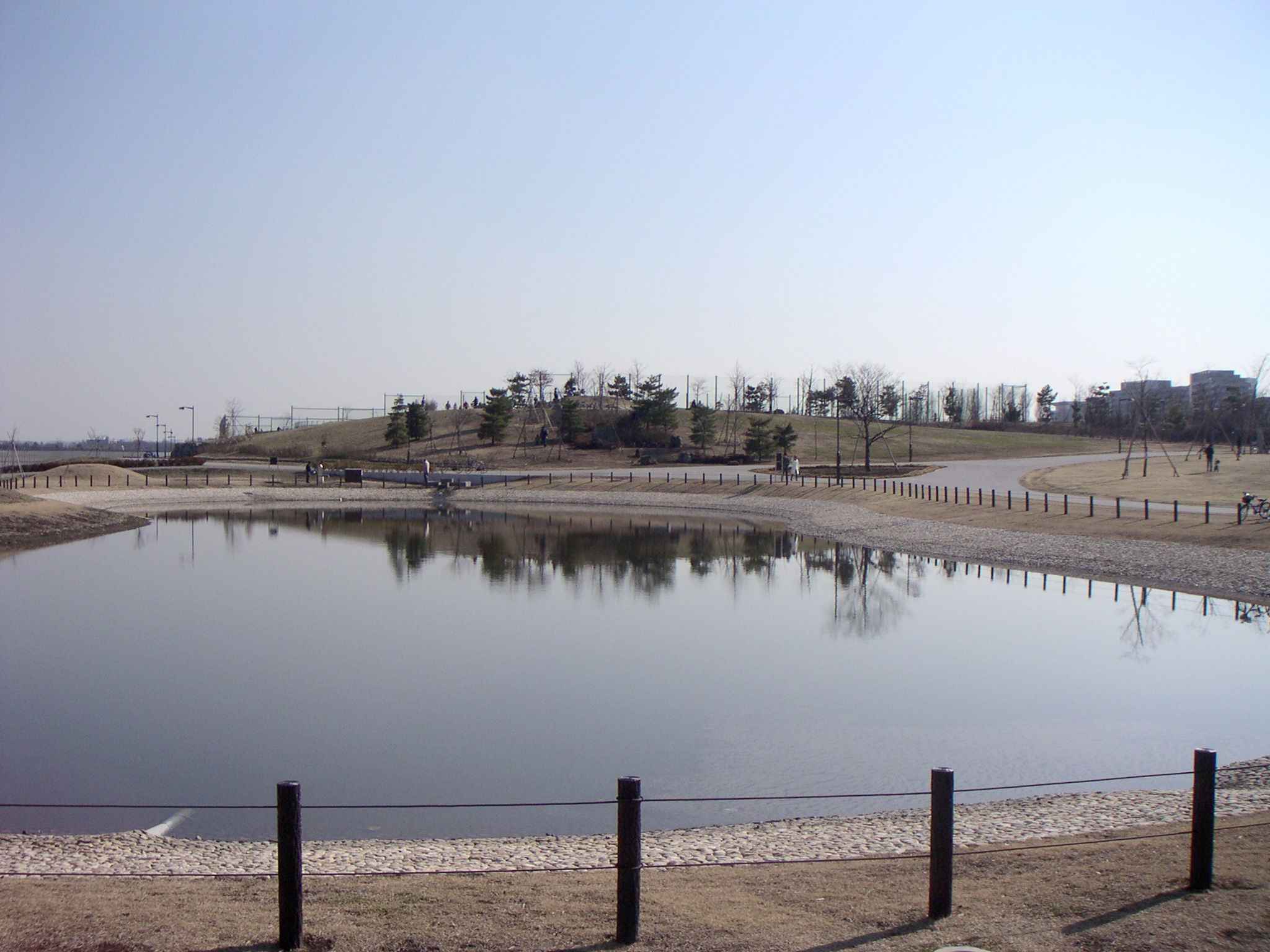
Парк Мусасинономори
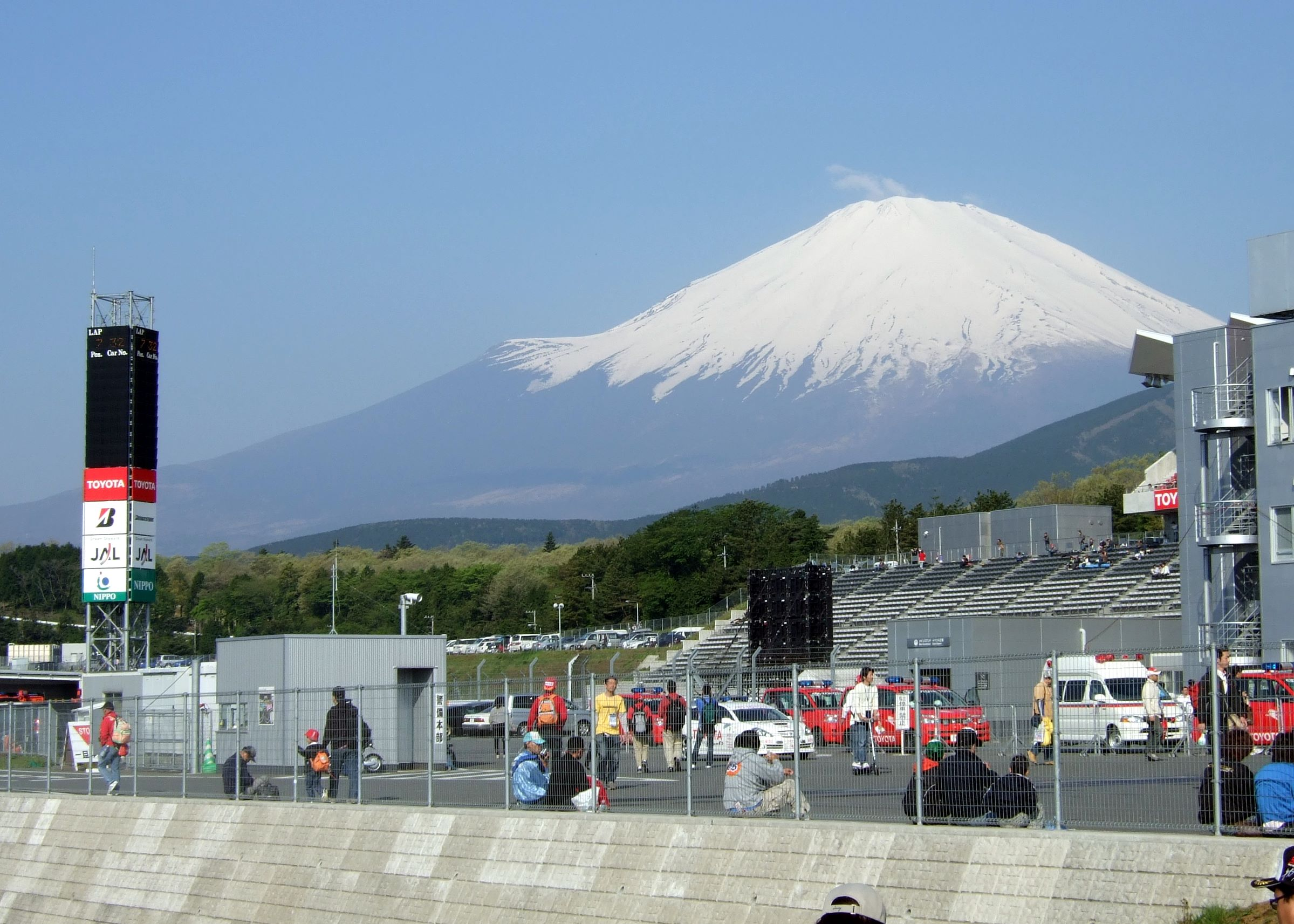
стратовулкана Фудзи
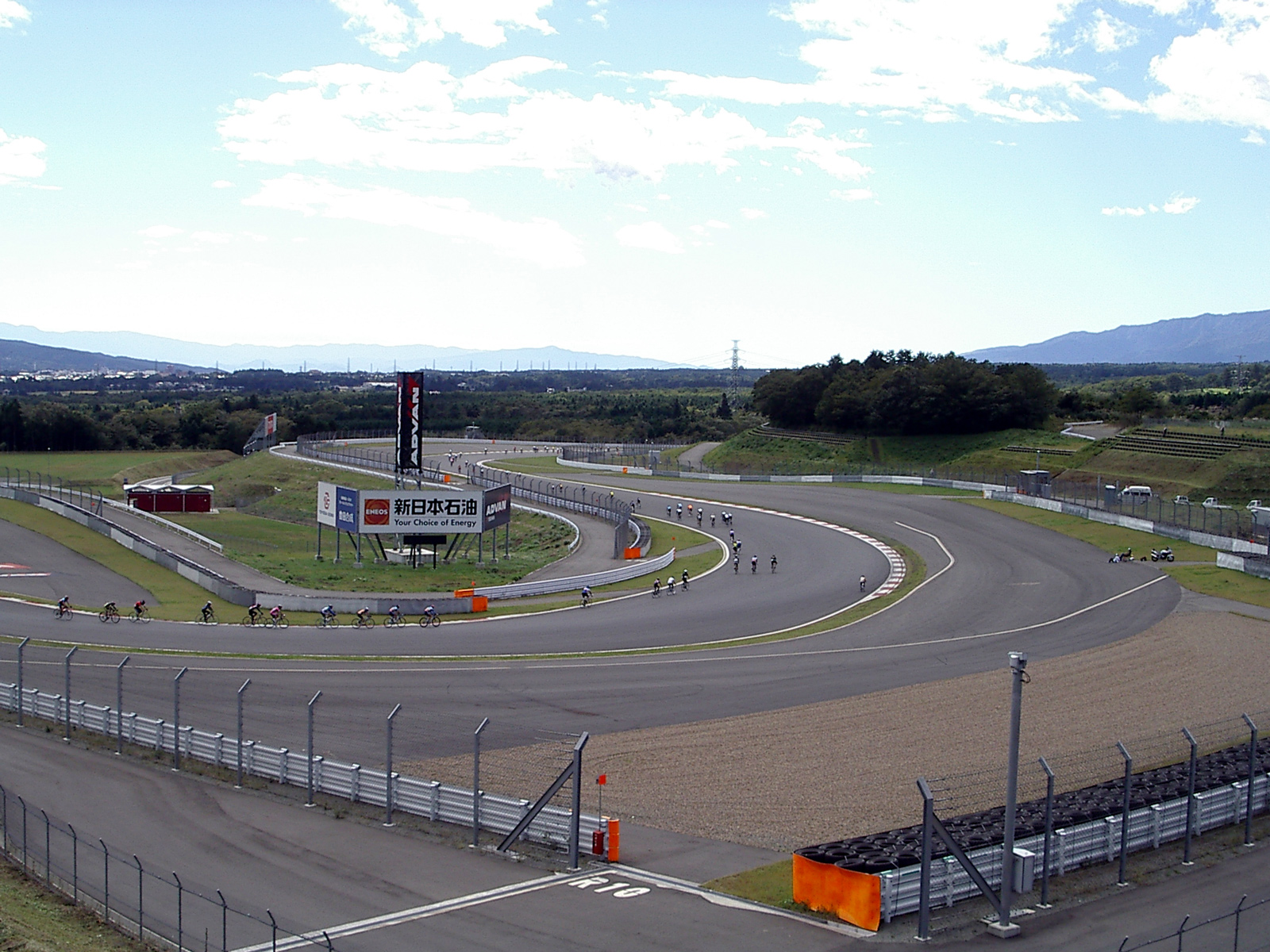
автодром «Фудзи Спидвей»

## Итоговое положение
| \| Генеральная классификация \| Генеральная классификация \| Генеральная классификация \| Генеральная классификация \| Генеральная классификация \| \| Гонщик \| Гонщик \| Команда \| Время \| \| \| ------------------------- \| ------------------------- \| ------------------------- \| ------------------------- \| ------------------------- \| \| 1-й \| Ричард Карапас \| Эквадор \| 6ч 05' 26 \| \| \| 2-й \| Ваут Ван Арт \| Бельгия \| + 1' 07 \| \| \| 3-й \| Тадей Погачар \| Словения \| + 1' 07 \| \| \| 4-й \| Бауке Моллема \| Нидерланды \| + 1' 07 \| \| \| 5-й \| Майкл Вудс \| Канада \| + 1' 07 \| \| \| 6-й \| Брэндон Макналти \| США \| + 1' 07 \| \| \| 7-й \| Давид Годю \| Франция \| + 1' 07 \| \| \| 8-й \| Ригоберто Уран \| Колумбия \| + 1' 07 \| \| \| 9-й \| Адам Йейтс \| Великобритания \| + 1' 07 \| \| \| 10-й \| Максимилиан Шахман \| Германия \| + 1' 21 \| \| \| 11-й \| Михал Квятковский \| Польша \| + 1' 35 \| \| \| 12-й \| Якоб Фульсанг \| Дания \| + 2' 43 \| \| \| 13-й \| Жуан Педру Алмейда \| Португалия \| + 3' 38 \| \| \| 14-й \| Альберто Беттиоль \| Италия \| + 3' 38 \| \| \| 15-й \| Дилан Ван Барле \| Нидерланды \| + 3' 38 \| \| \| 16-й \| Дэниэл Мартин \| Ирландия \| + 3' 38 \| \| \| 17-й \| Саймон Йейтс \| Великобритания \| + 3' 38 \| \| \| 18-й \| Патрик Конрад \| Австрия \| + 3' 38 \| \| \| 19-й \| Рафал Майка \| Польша \| + 3' 40 \| \| \| 20-й \| Джанни Москон \| Италия \| + 3' 42 \| \| |                    |                |           |
| |                    |                |           |
| Источник: ProCyclingStats |                    |                |           |
| Генеральная классификация |                    |                |           |
| Гонщик | Гонщик             | Команда        | Время     |
| 1-й | Ричард Карапас     | Эквадор        | 6ч 05' 26 |
| 2-й | Ваут Ван Арт       | Бельгия        | + 1' 07   |
| 3-й | Тадей Погачар      | Словения       | + 1' 07   |
| 4-й | Бауке Моллема      | Нидерланды     | + 1' 07   |
| 5-й | Майкл Вудс         | Канада         | + 1' 07   |
| 6-й | Брэндон Макналти   | США            | + 1' 07   |
| 7-й | Давид Годю         | Франция        | + 1' 07   |
| 8-й | Ригоберто Уран     | Колумбия       | + 1' 07   |
| 9-й | Адам Йейтс         | Великобритания | + 1' 07   |
| 10-й | Максимилиан Шахман | Германия       | + 1' 21   |
| 11-й | Михал Квятковский  | Польша         | + 1' 35   |
| 12-й | Якоб Фульсанг      | Дания          | + 2' 43   |
| 13-й | Жуан Педру Алмейда | Португалия     | + 3' 38   |
| 14-й | Альберто Беттиоль  | Италия         | + 3' 38   |
| 15-й | Дилан Ван Барле    | Нидерланды     | + 3' 38   |
| 16-й | Дэниэл Мартин      | Ирландия       | + 3' 38   |
| 17-й | Саймон Йейтс       | Великобритания | + 3' 38   |
| 18-й | Патрик Конрад      | Австрия        | + 3' 38   |
| 19-й | Рафал Майка        | Польша         | + 3' 40   |
| 20-й | Джанни Москон      | Италия         | + 3' 42   |